# دریاچه چمپلین
دریاچه چمپلین (به انگلیسی: Lake Champlain) یک دریاچه در ایالات متحده آمریکا است که در مونترژی واقع شده‌است.